# Roberto Brodsky
Roberto Brodsky Baudet (Santiago, 1957) es un novelista y guionista chileno.

## Biografía
Durante su juventud, producto del Golpe de Estado en Chile de 1973, estuvo exiliado en Caracas.
Brodsky ha escrito cuatro novelas, varios guiones cinematográficos y teatrales y más de 250 artículos publicados en revistas y periódicos nacionales. En 2007 recibió el Premio Literario Jaén de novela y en 2009 el Premio José Nuez Martín, ambos por su novela Bosque quemado. Vive en Washington D. C., donde trabaja como profesor adjunto en el Center for Latin American Studies («Centro para estudios Latinoamericanos») de la Universidad de Georgetown. Es columnista en Rialta Magazine, donde escribe sobre literatura, cine, sociedad y política.

## Obras

### Novelas
- 2017 – Últimos días
- 2015 - Casa chilena
- 2012 - Veneno
- 2008 – Bosque quemado
- 2004 – El arte de callar
- 2001 – Los últimos días de la historia
- 1999 – El peor de los héroes

### Cuentos
- «El crimen de escribir»
- «Con pasión»

### Guiones cinematográficos
- 2010 – Mi vida con Carlos (documental)
- 2007 – El brindis
- 2005 – Divina Day
- 2004 – Machuca (coguionista)

### Guiones teatrales
- 1986 – La pieza que falta (coautor)
- 1983 – Homenaje al surrealismo
- 1980 – Lily, yo te quiero (coautor)

### Ensayos
- 2002 - Roberto Bolaño: la escritura como tauromaquia (con texto «Perdidos en Bolaño»)
- 2019 - Adiós a Bolaño (prólogo de Enrique Vila-Matas)

## Premios
- 2000 - Por Aporte creativo a Guion de nuestro siglo
- 2005 - Premio Altazor (por Machuca)
- 2007 - premio Jaén de novela (por Bosque quemado)
- 2009 - Premio José Nuez Martín (por Bosque quemado)